# Nathan Road

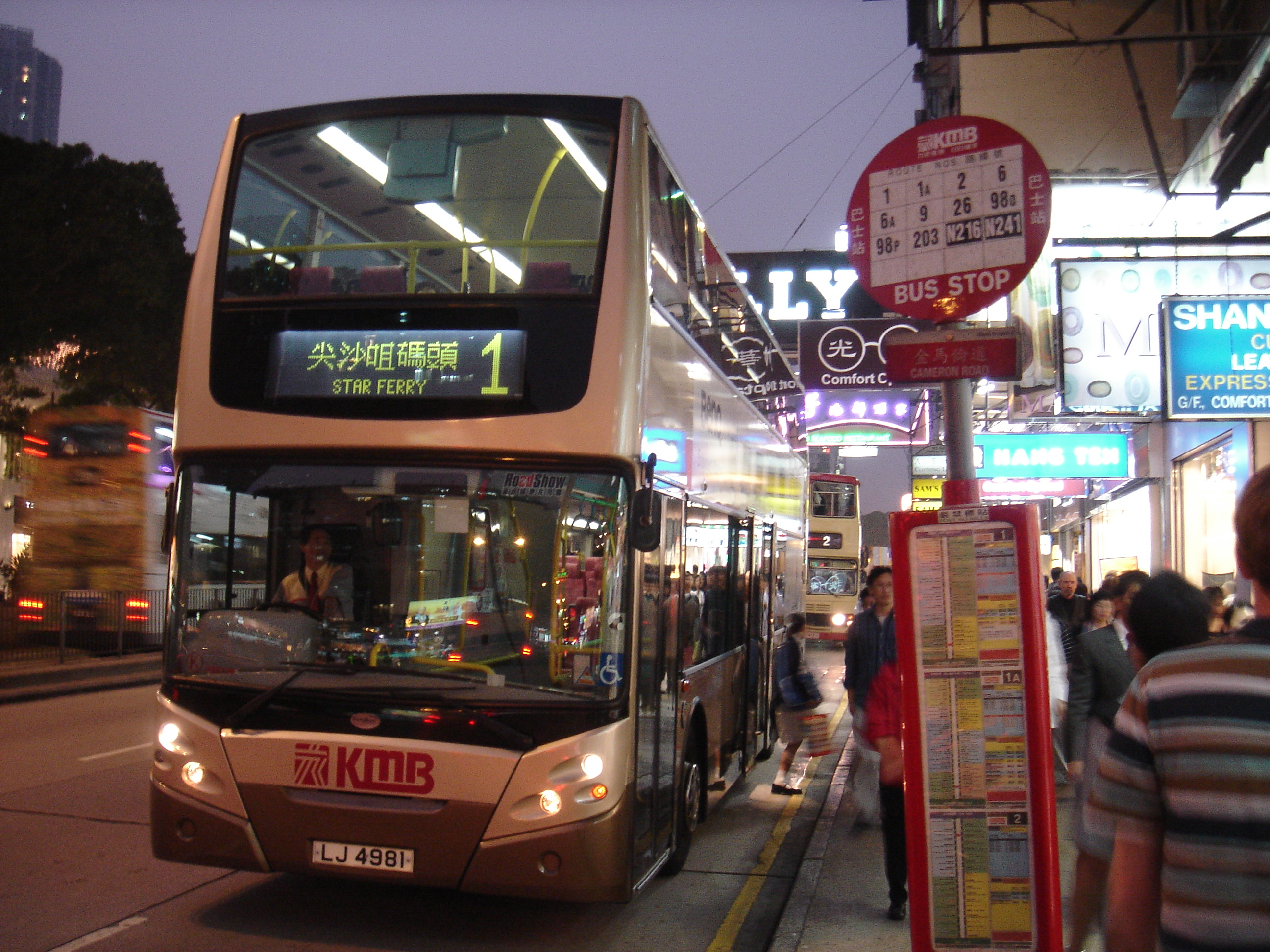
Bushalte op Nathan Road

Nathan Road is de belangrijkste verkeersader in Yau Tsim Mong District, Kowloon, Hongkong.
Niet alleen zijn er vijf MTR-metrostations van het begin tot het einde van de straat, Nathan Road is ook een belangrijk deel van het traject van vele buslijnen met als eindbestemming Star Ferry Terminus of Tsim Sha Tsui East. Ook al heeft deze straat 3 (soms 2) rijvakken in elke richting; opstoppingen zijn normaal tijdens piekuren. Vanwege het drukke verkeer en de hoge gebouwen aan beide zijden van de straat is de luchtkwaliteit er dan ook lager dan normaal.

## Ligging
Nathan Road gaat van zuid (Tsim Sha Tsui) naar noord (Mong Kok). De straat begint in het zuidelijke deel van Kowloon, aan de kruising met Salisbury Road, ten noorden van Victoria Harbour. Hij eindigt aan de kruising met Boundary Street.
De straat herbergt winkels, restaurants en toeristen, en was in de jaren na de Tweede Wereldoorlog bekend als de Golden Mile (De Gouden Mijl), een naam die nu nog zelden gebruikt wordt. Op Nathan Road kan men ook een paar clubs en populaire bars vinden. Deze worden frequent bezocht door zowel Hongkongse jongeren als toeristen.

## Geschiedenis
Het eerste deel van Nathan Road werd afgewerkt in 1861. Het was de eerste straat die gelegd werd in Kowloon nadat dit stuk land in 1860 door de toenmalige Qing-dynastie was overgedragen aan het Verenigd Koninkrijk, en dus een deel werd van de kroonkolonie. De straat werd eerst Robinson Road (加冕道) genoemd, naar Sir Hercules Robinson, de vijfde gouverneur van Hongkong. Om verwarring met Robinson Road op Hong Kong Island te vermijden werd de naam veranderd naar Nathan Road in 1909, naar Sir Matthew Nathan, de 13e gouverneur die diende van 1904 tot 1907.
Het gedeelte van de straat van Gascoigne Road tot Argyle Street werd eerst Coronation Road (Kroningsstraat) genoemd, ter ere van de kroning van Koning George V in 1911.
Dat gedeelte werd in 1926 hernoemd als een deel van Nathan Road, nadat deze 2 straten samengevoegd waren.
Het deel van Tai Po Road ten zuiden van Boundary Street werd ook hernoemd als een deel van Nathan Road.

## Gebieden en MTR stations waar Nathan Road door loopt
De Tsuen Wan Line van het MTR-metrosysteem volgt Nathan Road, waarbij het de volgende gebieden doorkruist:
- Tsim Sha Tsui - Tsim Sha Tsui (MTR)
- Jordan (Kwun Chung) - Jordan (MTR)
- Yau Ma Tei - Yau Ma Tei (MTR)
- Mong Kok - Mong Kok (MTR)
- Prince Edward (Mong Kok Noord) - Prince Edward (MTR)

## Gebouwen en bezienswaardigheden langs Nathan Road
- The Peninsula Hotel
- Kowloon Park
- Kowloon Masjid en Islamitisch Centrum